# Saqueo de Sandomierz
El saqueo de Sandomierz tuvo lugar el 13 de febrero de 1241 en la polaca ciudad de Sandomierz, durante la primera invasión mongola de Polonia. Terminó con la victoria de las fuerzas mongolas, que capturaron la ciudad y la incendiaron, masacrando a sus residentes.

## Antecedentes
Durante la invasión mongola de Polonia, ciudad polaca de Sandomierz fue considerado por los invasores como un lugar de importancia estratégica, que tenía que ser capturado. Sandomierz se encuentra en la confluencia de los ríos Vístula y San, cerca de la frontera del siglo XIII entre el reino de Polonia y la controlada Rutenia (actual Ucrania) mongola.

## Batalla
Los invasores capturaron Sandomierz el 13 de febrero de 1241, después de cruzar el congelado río Vístula por la noche. Según Jan Długosz, las fuerzas del khan asediaron tanto la ciudad como el castillo. Después de romper las defensas, asesinaron al abad y todos los monjes de la abadía de Koprzywnica, que había huido a la ciudad. Un gran número de residentes de la zona fueron masacrados, y los invasores sólo perdonaron a los hombres jóvenes, a los que esclavizaron.
Durante el asedio, los mongoles utilizaron máquinas de asedio, especialmente los lanzapiedras o trabucos, que arrojaban piedras de más de 100 kilogramos. La ciudad fue capturada después de cuatro días, y después del saqueo, las fuerzas mongolas se dirigieron hacia el oeste, a Wislica y Skalbmierz. En el mismo día de la captura de Sandomierz, tuvo lugar la batalla de Tursk.